# Magdaleno Mercado
Pour les articles homonymes, voir Mercado.
Magdaleno Diego Mercado Gutiérrez, né le 4 avril 1944 à La Experiencia au Mexique et mort le 6 mars 2020, est un joueur de football international mexicain, qui évoluait au poste de milieu de terrain.

## Biographie

### Carrière en sélection
Avec l'équipe du Mexique, Magdaleno Mercado joue 8 matchs, sans inscrire de but, entre 1966 et 1968. 
Il figure dans le groupe des sélectionnés lors de la Coupe du monde de 1966. Lors du mondial organisé en Angleterre, il joue deux matchs : contre la France puis contre l'Uruguay.